# Pierre Houseaux
Pierre Houseaux (* 25. Januar 1960) war einer der ersten französischen Profi-Triathleten und war einige Jahre lang französischer Triathlon-Nationaltrainer (Langdistanz).

## Werdegang
Houseaux gilt als einer der Triathlon-Pioniere in Frankreich. 1990 gewann er den Langdistanz-Triathlon Corniche d’Or. 1991 und erneut 1992 wurde er Vizestaatsmeister auf der Sprintdistanz.

### Staatsmeister auf der Triathlon-Langdistanz 1993
1993 wurde er französischer Langdistanz-Triathlonmeister und 21. bei den Europameisterschaften in Echternach (olympische Distanz). Bei der Langdistanz-Weltmeisterschaft in Nizza wurde er 1994 Siebter.
In Stéphane Cascuas Handbuch für Triathlon-Einsteiger wird Houseaux in einem Überblick über die Triathlon-Geschichte als einer der besten französischen Triathleten bezeichnet.
Bekannt wurde er in Frankreich auch als Leiter der Triathlon-Kaderschmiede CREPS PACA in Boulouris. In den französischen Triathlon-Medien ist Houseaux heute freilich nur noch als Entraîneur National, der den Ironman-Veranstaltungen skeptisch gegenübersteht, und in seiner Funktion als Leiter des CREPS PACA (CREPS = Centre d’Education Populaire et de Sport, PACA = Provence Alpes Côte d'Azur) in Boulouris, Saint-Raphaël, präsent, der Boulouris wieder zum Triathlon-Elite-Leistungszentrum ausbaute.

In Frankreich bestehen für den Triathlon-Spitzensport zwei solcher Zentren bzw. pôles: Boulouris und Montpellier, beide mit einer Elite-Abteilung (Pôle France) und einer Nachwuchs-Junior- bzw. U23-Abteilung(Pôle Espoirs France). Zu Houseaux' berühmtesten Triathleten zählen Frédéric Belaubre, Aurélien Raphaël und Charlotte Morel. Er lebt in Bagnols-en-Forêt.

## Sportliche Erfolge
| Datum/Jahr    | Rang | Wettbewerb                                           | Austragungsort | Zeit     | Bemerkung                                       |
| ------------- | ---- | ---------------------------------------------------- | -------------- | -------- | ----------------------------------------------- |
| 26. Juni 1994 | 7    | ITU Long Distance Triathlon World Championships      | Nizza          |          | Triathlon-Weltmeisterschaft auf der Langdistanz |
| 4. Juli 1993  | 21   | ETU Triathlon European Championships                 | Echternach     | 01:58:26 | Europameisterschaft auf der olympischen Distanz |
| 1993          | 1    | FRA Long Distance Triathlon National Championships   | Val-de-Reuil   |          | Staatsmeister auf der Langdistanz               |
| 1992          | 2    | FRA Triathlon National Championships                 | Choisy-le-Roi  |          | Vizestaatsmeister auf der Sprintdistanz         |
| 1991          | 2    | FRA Sprint Distance Triathlon National Championships | Pont-à-Mousson |          | Vizestaatsmeister auf der Sprintdistanz         |
| 1990          | 1    | Triathlon de la Corniche d’Or                        | Frankreich     |          | Sieger auf der Langdistanz                      |

(DNF – Did Not Finish)